# Michel Sanchez

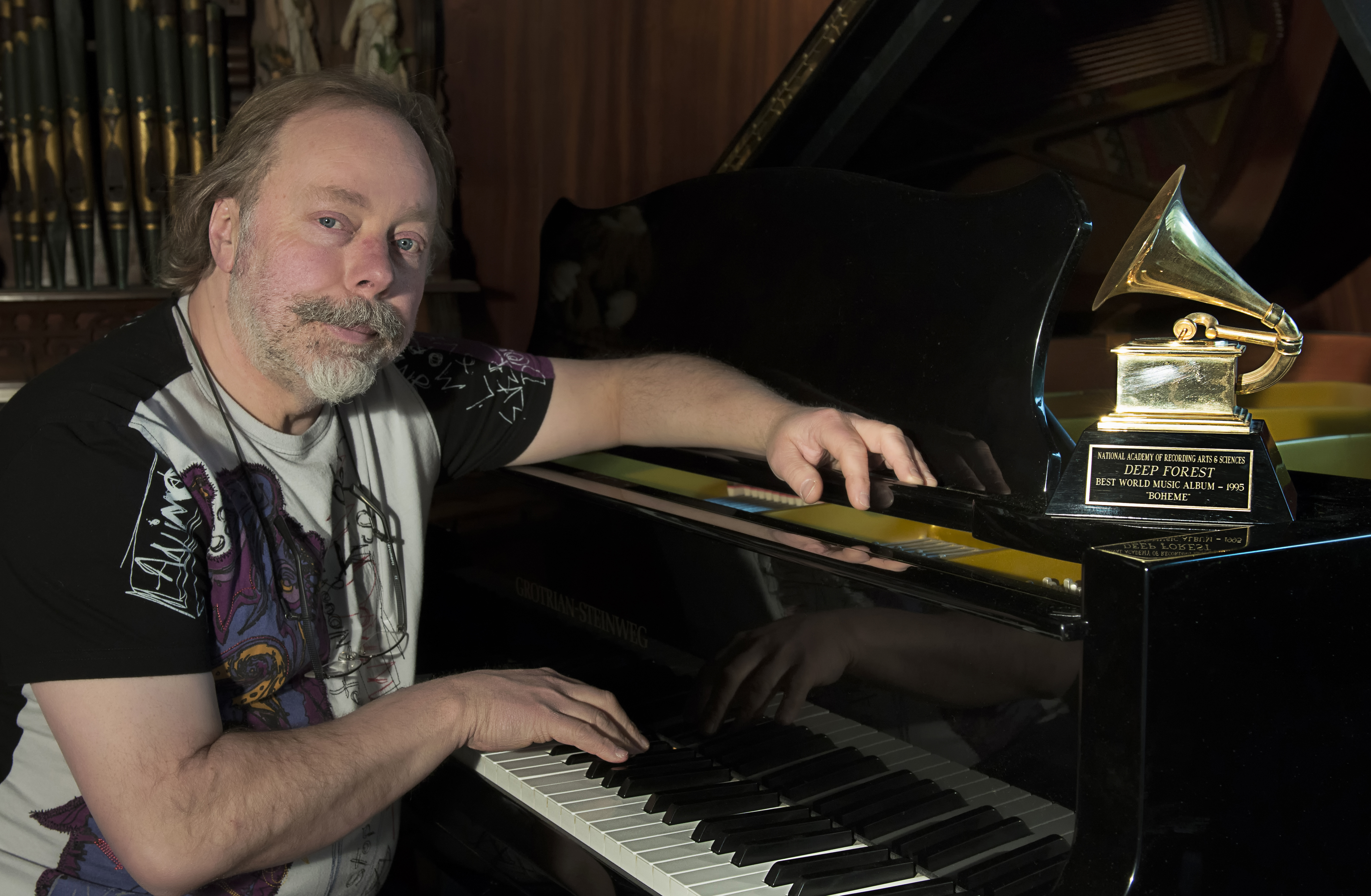
Michel Sanchez, 2013

Michel Sanchez (* 1. Juli 1957 in Somain) ist ein französischer Musiker. In seiner Jugend studierte er Musik (Klavier und Orgel). Sanchez ist zusammen mit Éric Mouquet Mitbegründer der Band Deep Forest. Er gewann 1995 den Grammy Award und den World Award für das beste Weltmusik-Album.
In den frühen 1990er Jahren mischte Sanchez Synthesizer mit traditionellen Liedern von den Salomonen. Das war der Startpunkt für Deep Forest.
Er wirkte zusammen mit Éric Mouquet als Musiker und Mitautor des Liedes Altus Silva an den Aufnahmen des Weltmusik-Kompilations-Albums mit dem Namen Big Blue Ball von Peter Gabriel und Karl Wallinger mit, das in den Sommern der Jahre 1991, 1992 und 1995 in den Real World Studios aufgenommen wurde und 2008 erschien.

## Diskografie

### Als Mitglied von Deep Forest
- 1992 – Deep Forest
- 1994 – World Mix
- 1995 – Boheme
- 1998 – Comparsa
- 1999 – Made in Japan
- 2000 – Pacifique
- 2002 – Music Detected
- 2003 – Essence of Deep Forest
- 2004 – Essence of the Forest
- 2004 – Kusa no Ran

### Solo-Alben
- 1994 – Windows
- 1997 – Welenga
- 2000 – Hieroglyphes
- 2008 – The Touch
- 2008 – The Day of a Paper Bird
- 2014 – Eliott